# Aşağıadaköy (Kızılcahamam)
Aşağıadaköy è un villaggio nel distretto di Kızılcahamam, provincia di Ankara, Turchia. Secondo un censimento del 2000, aveva una popolazione di 58 persone.